# Канаева, Евгения Олеговна
Евге́ния Оле́говна Кана́ева (род. 2 апреля 1990, Омск, СССР) — российская гимнастка, двукратная олимпийская чемпионка по художественной гимнастике 2008 и 2012 годов. Единственная в истории художественной гимнастики двукратная олимпийская чемпионка в многоборье, семнадцатикратная чемпионка мира, в том числе трёхкратная чемпионка в многоборье, трёхкратная чемпионка Европы в многоборье, многократная чемпионка Европы в отдельных видах многоборья. Заслуженный мастер спорта России (2008).

## Биография

### Детство
Родилась 2 апреля 1990 года в Омске. Мать — Светлана Канаева — мастер спорта по художественной гимнастике. Тем не менее, в возрасте шести лет в спорт Евгению привела бабушка, которая любила художественную гимнастику и фигурное катание. Несмотря на юный возраст, Женя проявляла большой потенциал. Её первый тренер Елена Николаевна Арайс (дочь нынешнего личного тренера Евгении Канаевой Веры Штельбаумс) была поражена её стремлением разучивать новые сложные элементы. Штельбаумс, которая работала в той же спортивной школе, тоже вспоминает времена, когда Женя оставалась в зале уже после того как все дети уходили домой, тренировалась долгие часы, и бабушка ждала внучку в холодном темном коридоре.
В возрасте 12 лет Евгению Канаеву пригласили на сборы в Москву в составе группы молодых гимнасток из Омска. Её выступление привлекло внимание Амины Зариповой — тренера, ответственного за подготовку юниоров. Евгению пригласили тренироваться в школу олимпийского резерва. Юная спортсменка улучшала свои результаты в том числе благодаря помощи присутствовавшей в Москве Веры Штельбаумс, в то время бывшей личным тренером другой омской гимнастки — члена сборной России Ирины Чащиной. В 2003 году Евгения выступила за компанию Газпром на клубном чемпионате мира в категории юниоры (Aeon Cup), который проходил в Японии. Евгения Канаева представляла Россию вместе с Ириной Чащиной и Алиной Кабаевой. Она выиграла соревнования среди юниоров. Примерно в то же время её заметила главный тренер сборной России по художественной гимнастике Ирина Винер. Евгению пригласили тренироваться в учебно-тренировочный центр «Новогорск» — на базу членов сборной России. По словам Ирины Винер, это стало переломным моментом в жизни спортсменки, так как лучше один раз увидеть, чем сто раз услышать. «Алина Кабаева когда-то тоже начинала свой путь в гимнастике, тренируясь среди звёзд. Жене повезло, что Вера Штельбаумс работала в Новогорске и что мы приняли это решение. Она показала себя как очень умная и очень талантливая девочка, которая очень любит художественную гимнастику», — говорила Ирина Винер.

### Восхождение
Восхождение Канаевой на пьедестал среди взрослых было непростым из-за того, что Россия обладала большим количеством талантливых гимнасток. С момента окончания олимпиады 2004 года, где Кабаева и Чащина выиграли золото и серебро соответственно, своё восхождение начали Вера Сесина и Ольга Капранова и стали лидерами художественной гимнастики России. Поскольку Кабаева продолжала выступать, в сборной просто не оставалось места для Канаевой. Но она продолжала упорно работать и удача улыбнулась ей в 2007 году. Летом 2007 года уже был известен состав сборной России на Чемпионат Европы в Баку — Кабаева, Сесина, Капранова. Но, получив серьёзную травму, из состава вышла Алина Кабаева. Для замены Кабаевой Винер выбрала Канаеву и доверила ей выполнить один предмет — ленту. Несмотря на мимолётность своего появления на ковре, Канаева не подвела своих тренеров и болельщиков. Евгения выиграла золото в финале с лентой и в командном соревновании. Спустя несколько месяцев она выиграла золото на чемпионате мира в Патрах, Греции, в командном соревновании.

### Олимпийский сезон

#### 2008

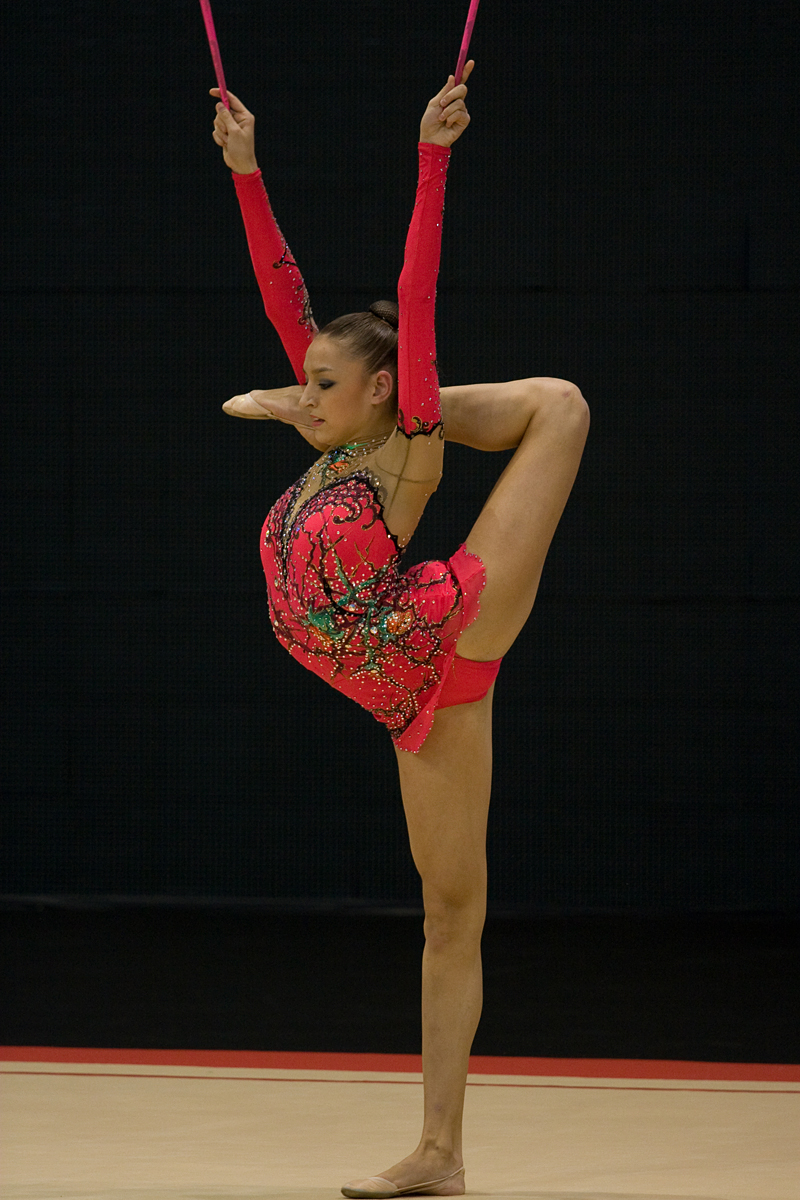
Е. Канаева на финале Кубка мира, 2008 год

Все четыре программы на Олимпиаде 2008 года (обруч, булавы, скакалка и лента) были составлены с учётом высокой сложности, продуманы в музыкальном плане и раскрывали её индивидуальность. Одна из программ — лента — была составлена под оригинальную версию «Подмосковных вечеров», исполненную на фортепиано. Канаева начинала сезон 2008 года в тени Сесиной, Капрановой и обладательницы титула действующей чемпионки мира Анны Бессоновой. Тем не менее, уже к середине весны ей удалось преодолеть все препятствия и выиграть абсолютное первенство на всех этапах Гран-при и Кубков мира и завоевать звание абсолютной Чемпионки России. На чемпионате Европы в Турине, она уже не числилась в резерве, а была полноценным членом сборной России. Она обошла Бессонову и Капранову, получив высокие оценки, и завоевала титул Чемпионки Европы. К тому времени Винер уже считала Канаеву главным претендентом на участие в Олимпийских играх, за которой следовали Капранова и Сесина. Позже Винер приняла решение о том, что Россию на Олимпиаде в Пекине будут представлять Канаева и Капранова.
Канаева была самой юной среди всех финалистов в соревнованиях по художественной гимнастике на Олимпиаде. В то же время она была самой собранной и допустила наименьшее количество ошибок. Она сказала: «Олимпиада не похожа на другие соревнования. Она требует полной концентрации на себе, ковре и предмете. Больше ни на что нельзя отвлекаться. Я убеждала себя, что всё будет в порядке и что мне не о чём волноваться». Следуя такому настрою, Канаева выиграла Олимпиаду с высоким результатом 75,50 балла, опередив ближайшую преследовательницу Инну Жукову из Беларуси на 3,50 балла. По словам Винер, то, чего добилась Канаева, выиграв с огромным отрывом, будет нелегко повторить кому-либо из гимнастов в ближайшем будущем.
```
Скакалка: 18.850
Обруч: 18.850
Булавы: 18.950
Лента: 18.850
```

#### 2012

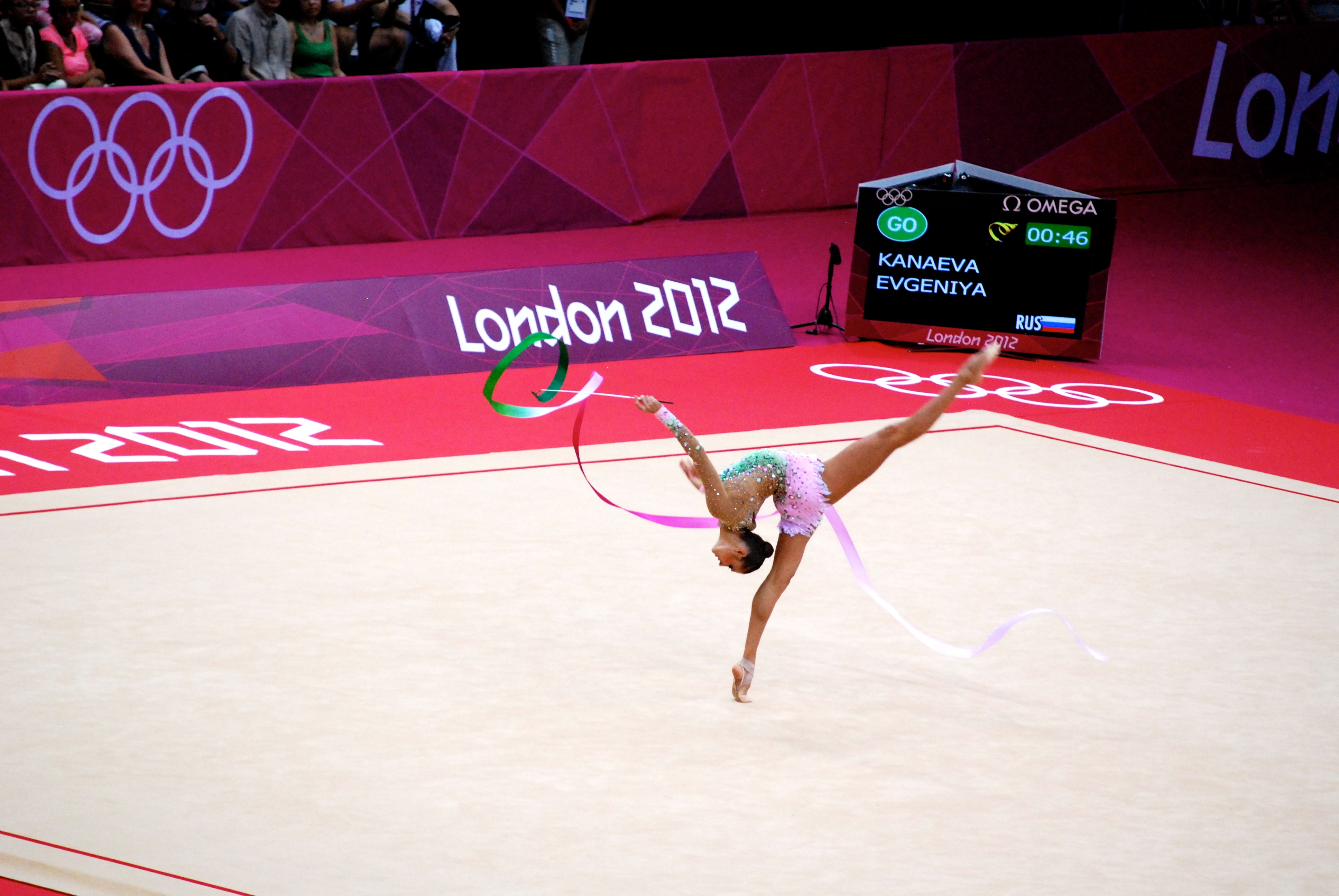
На Олимпийских играх 2012

На Летних Олимпийских играх в Лондоне стала двукратной олимпийской чемпионкой.
```
Мяч: 29.350
Обруч: 29.200
Булавы: 29.450
Лента: 28.900
```

В сумме она получила 116.900.
Евгения стала первой двукратной олимпийской чемпионкой по художественной гимнастике.

### Рекордсменка

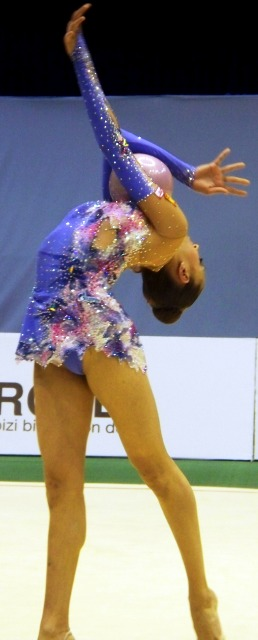
Канаева на чемпионате Европы 2009 года в Баку

С вводом новых правил в 2009 году стиль Евгении Канаевой значительно изменился. В начале сезона спортсменку мучали травмы и усталость. Тем не менее, она продолжала выигрывать все соревнования в абсолютном первенстве, и только некоторые финалы в отдельных видах программы она уступала Вере Сесиной или Анне Бессоновой. В мае на чемпионате Европы в Баку (Азербайджан) Канаева выиграла золото во всех четырёх видах программы. В июле она выиграла все золотые медали (в общем количестве 9 штук) на Универсиаде в Белграде и Всемирных играх в Тайване. Пять золотых медалей, завоеванных ею на Всемирных играх, позволили России выйти в лидеры общего зачёта. Президент РФ Дмитрий Медведев поблагодарил Евгению Канаеву за вклад в достижение победы. Канаевой присвоили титул «Героини Игр» на официальном сайте Универсиады в Белграде 2009 года.
В сентябре у Евгении Канаевой появилась возможность стать чемпионкой мира. Канаева прошла квалификацию с первыми результатами во всех видах программы, завоевав четыре золота. Ещё одну медаль в копилку сборной России она принесла в составе команды вместе с Ольгой Капрановой, Дарьей Кондаковой и Дарьей Дмитриевой. В результате к началу соревнований за звание абсолютной чемпионки Канаева уже обладала пятью золотыми медалями одного чемпионата мира, повторяя тем самым рекорд, установленный в 1992 году россиянкой Оксаной Костиной. И хотя никто не думал, что этот Чемпионат Мира в японском городе Исе побьёт рекорды, преимущество Канаевой было очевидно. После трёх видов программы она заняла лидирующую позицию, опережая подругу по команде Дарью Кондакову на 0.850 баллов. После того как Кондакова виртуозно завершила свой последний вид — скакалку, получив высочайшую оценку в 28.400 баллов, атмосфера в зале накалилась до предела. После выступления всей пятерки других финалистов, Канаева вышла на ковёр с обручем в руках. Её выступление было заключительным и триумфальным. С разницей в 0.600 баллов Канаева завоевала свою шестую медаль, и тем самым установила новый рекорд по числу золотых медалей, выигранных спортсменкой на одном отдельно взятом чемпионате мира по художественной гимнастике. После выступления Канаева дала волю слезам в объятиях тренерского состава. Президент России Дмитрий Медведев отметил результат Канаевой в поздравительной телеграмме.
На чемпионате мира 2011 года, проходившем во французском Монпелье, Евгении Канаевой удалось повторить своё удивительное достижение: она вновь смогла завоевать все 6 из 6-ти возможных высших наград в личных дисциплинах. По итогам чемпионата Евгения стала 17-кратной чемпионкой мира по художественной гимнастике.

### На ковре и за ковром
Успех Евгении Канаевой в художественной гимнастике продолжил традицию Омской школы по подготовке гимнасток. Евгения не любит, когда её сравнивают с другими спортсменками. В интервью она говорила, что живёт сегодняшним днём и победы только мотивируют её на достижение ещё более высоких результатов. По словам Елены Арайс, Канаева живёт по принципу «упал или пропал», который выделяет её среди других гимнасток. Для Канаевой как победа так и поражение служат уроком: «Победив, самое главное не поддаться эмоциям и устоять на ногах, продолжить работать и наслаждаться жизнью. Жизнь атлета — это не только победы, настоящий спортсмен должен также уметь и проигрывать» — говорила она. Гимнастка всегда слушала своих тренеров, однако также высказывала свои предпочтения при составлении программ, она с удовольствием разучивала новые элементы и пробовала новые стили. Для неё главное в гимнастике — это не баллы, полученные за выступления, а реакция зрителей в зале.
По мнению Штельбаумс, у Канаевой, которая училась в Сибирском государственном университете физической культуры и спорта, есть все задатки, чтобы стать хорошим тренером по художественной гимнастике. По словам матери Светланы, спортсменка придавала большое значение обучению, на которое откладывались все её призовые деньги. Сама Евгения говорила, что по окончании спортивной карьеры она хотела бы научиться рисовать, играть на пианино а также выучить иностранный язык, в частности английский, и овладеть компьютером.
В конце 2009 года Канаева получила звание «Заслуженного мастера спорта России» (удостоверение ей вручила гимнастка Ирина Чащина). 4 декабря 2012 года была избрана вице-президентом Всероссийской федерации художественной гимнастики, в тот же день объявила, что заканчивает свою спортивную карьеру.
В настоящее время является тренером гимнастки Элеоноры Романовой, переехавшей в 2016 году из Украины в Россию и получившей в сентябре того же года российское гражданство.

### Рекорды

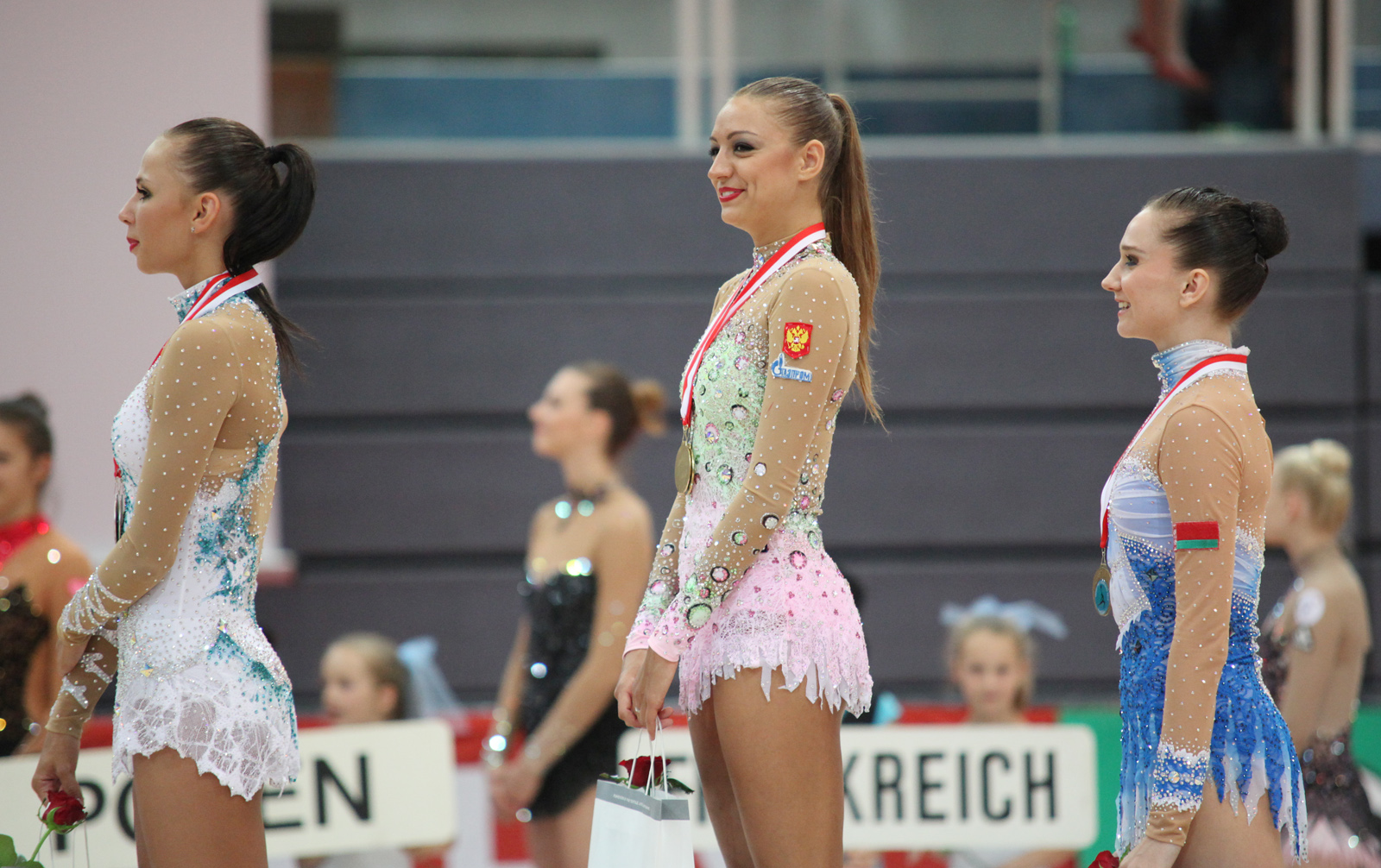
Дарья Дмитриева, Евгения Канаева и Любовь Черкашина на пьедестале Гран-при по художественной гимнастике 2012 года, Форарльберг (Австрия)

XXX Летние Олимпийские игры. Лондон, Великобритания:
1. Единственная в истории двукратная олимпийская чемпионка в индивидуальном многоборье.

29-й Чемпионат мира по художественной гимнастике, Исе, Япония 2009:
1. На 29-м Чемпионате мира по художественной гимнастике в японском Исе Евгения Канаева установила рекорд, завоевав 6 золотых медалей из 6 возможных. Таким образом, она стала первой гимнасткой в истории художественной гимнастики, достигшей такого результата на одном отдельно взятом чемпионате мира по художественной гимнастике.

31-й Чемпионат мира по художественной гимнастике, Монпелье, Франция, 2011:
1. Повторила рекорд Марии Петровой и Марии Гиговой, которые выиграли по три чемпионских титула подряд в 1993/1994/1995 годах и в 1969/1971/1973 годах соответственно.
2. Стала первой чемпионкой в истории художественной гимнастики, которая единолично занимала высшую ступень пьедестала три года подряд. Петрова и Гигова делили первое место с другими гимнастками.
3. Второй раз выиграла шесть из шести возможных золотых медалей, повторив тем самым свой собственный рекорд.
4. Впервые в истории стала гимнасткой, которая выиграла золото во всех видах (в скакалке, обруче, мяче, булавах и ленте).
5. Повторила достижение Марии Петровой в обруче: обе выиграли по три золотых медали чемпионата мира.
6. Повторила успех Екатерины Серебрянской и Лилии Игнатовой в мяче: все выиграли по три золотых медали чемпионатов мира.
7. Стала единственной в истории художественной гимнастики обладательницей 17 золотых медалей чемпионатов мира.

Гран-при по художественной гимнастике, Брно, Чехия, 2011:
1. 16 октября 2011 года Евгения Канаева набрала 30 баллов в упражнении с лентой в финале Гран-при по художественной гимнастике в городе Брно, Чехия. Она стала первой гимнасткой в истории художественной гимнастики, которой удалось получить высший балл при 30-очковой системе судейства.

## Программы

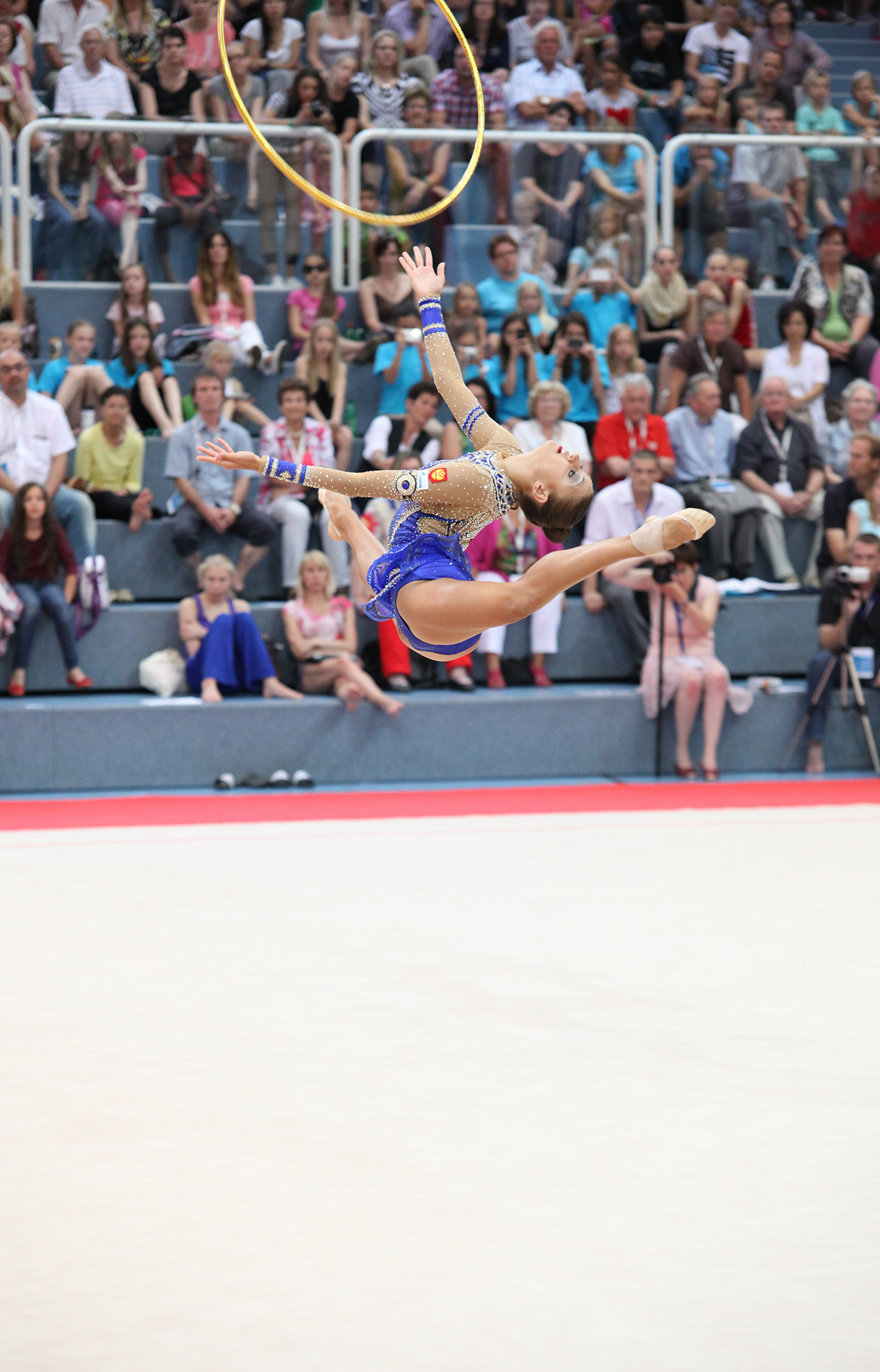
На Гран-при 2012 года

| Год  | Предмет                        | Музыкальная композиция |
| ---- | ------------------------------ | --- |
| 2012 | Обруч (первая версия)          | The Rite of Spring — Игорь Стравинский                                                                                       |
| 2012 | Обруч (вторая версия)          | Egypt Is Yours For Only One Day (Cleopatra OST), To Speed You on Your Way, In The Eyes of the Gods We Are One — Trevor Jones |
| 2012 | Обруч (третья версия)          | Liebestraum — Ференц Лист |
| 2012 | Мяч (первая версия)            | Concerto (Ballet) (Les Demoiselles de Rochefort OST) — Мишель Легран                                                         |
| 2012 | Мяч (вторая версия)            | Sleuth OST — Патрик Дойл |
| 2012 | Булавы                         | Poeta (remix) — Vicente Amigo, remix — Maxime Rodriguez                                                                      |
| 2012 | Лента                          | Fantasie Impromptu — Фредерик Шопен                                                                                          |
| 2012 | Gala Нижний Новогород          | L-O-V-E Nat King Cole (в исполнении Joss Stone)                                                                              |
| 2011 | Обруч                          | L’Ete Indien — Джо Дассен |
| 2011 | Мяч (первая версия)            | Elegy in E-Flat Minor — Сергей Рахманинов                                                                                    |
| 2011 | Мяч (вторая версия)            | Picture of Dorian Gray — Charlie Mole; Catch the Falling Sky — Immediate Music                                               |
| 2011 | Булавы                         | Bolero — Maurice Ravel |
| 2011 | Лента                          | Fantasie Impromptu — Фредерик Шопен                                                                                          |
| 2011 | Gala Минск                     | You Lost Me — Кристина Агилера                                                                                               |
| 2010 | Скакалка (первая версия)       | Смуглянка |
| 2010 | Скакалка (вторая версия)       | Pigalle (Interlude) — Патрисия Каас                                                                                          |
| 2010 | Обруч                          | The Rite of Spring — Игорь Стравинский                                                                                       |
| 2010 | Мяч                            | Mix of Loss and Decision — Zbigniew Preisner                                                                                 |
| 2010 | Лента                          | Tango — Denis SungHô, Soledad Group                                                                                          |
| 2010 | Gala (Гран-при Тье)            | Notre Dame de Paris (musical)                                                                                                |
| 2010 | Gala (чемпионат Европы Бремен) | Oblivion — Астор Пьяццола |
| 2010 | Gala (чемпионат мира в Москве) | Who Wants to Live Forever — Queen, версия Сара Брайтман                                                                      |
| 2009 | Скакалка (первая версия)       | Кадриль весёлая — Светоч |
| 2009 | Скакалка (вторая версия)       | «Кармен сюита» — Родион Щедрин                                                                                               |
| 2009 | Обруч                          | Fantasia on Russian Folksongs — Антон Аренский                                                                               |
| 2009 | Мяч (первая версия)            | Concierto de Aranjuez — Joaquín Rodrigo                                                                                      |
| 2009 | Мяч (вторая версия)            | Spartacus — Арам Хачатурян                                                                                                   |
| 2009 | Лента                          | Padam Padam — Эдит Пиаф |
| 2009 | Gala-Осень                     | Ты в моём сентябре — Игорь Крутой                                                                                            |
| 2009 | Gala (чемпионат мира Мие)      | Basement Jaxx |
| 2008 | Скакалка                       | El Conquistador — Maxime Rodriguez                                                                                           |
| 2008 | Обруч                          | Tristan & Iseult — Maxime Rodriguez                                                                                          |
| 2008 | Булавы                         | Jota Aragonesa — Glinka |
| 2008 | Булавы LA Lights               | (same music as CariPrato 2007)                                                                                               |
| 2008 | Лента                          | Московские ночи — Игорь Крутой, композитор Василий Соловьёв-Седой                                                            |
| 2008 | Gala-2 лента                   | Кадриль весёлая — Светоч |
| 2008 | Gala-осень                     | Ты в моём сентябре — Игорь Крутой                                                                                            |
| 2007 | Скакалка                       | Иван Ларионов |
| 2007 | Обруч                          | La forza del destino — Джузеппе Верди, композитор Помпон Финкельштейн                                                        |
| 2007 | Булавы (первая версия)         | — |
| 2007 | Булавы (вторая версия)         | Act 1 Largo al factotum — Джоаккино Россини                                                                                  |
| 2007 | Лента                          | Walls of Akendora — Keiko Matsui                                                                                             |
| 2007 | Gala (CariPrato with Ermakova) | Song #1 — Serebro |
| 2007 | Gala-2 лента (WCH Patras)      | Кадриль весёлая — Светоч |
| 2006 | Скакалка                       | Playing Marilyin Monroe — Олег Костров                                                                                       |
| 2006 | Мяч (первая версия)            | Moonlight Rumba — Gustavo Montesano                                                                                          |
| 2006 | Мяч (вторая версия)            | Earthsong — Karunesh |
| 2006 | Булавы                         | — |
| 2006 | Лента                          | Walls of Akendora — Кэйко Мацуи                                                                                              |
| 2006 | Gala-free hand                 | Earthsong — Karunesh |
| 2005 | Скакалка                       | Laissez Moi Me Griser — Maurice El Mediouni                                                                                  |
| 2005 | Обруч                          | Big Drum, Small World — Dhol Foundation                                                                                      |
| 2005 | Булавы                         | Animals — X-Mode |
| 2005 | Лента                          | Besame Mucho — Gadjo |
| 2004 | Скакалка                       | Black Cat, White Cat — Горан Брегович                                                                                        |
| 2004 | Мяч                            | PC Game Pharaoh OST, mix of jakb+jrj-Hb-sd                                                                                   |
| 2004 | Булавы                         | Hey! Pachuco! — из фильма «Маска» Royal Crown Revue                                                                          |
| 2004 | Булавы (Aeon Cup)              | — |
| 2004 | Лента                          | Besame Mucho — Gadjo |
| 2003 | Скакалка                       | Black Cat, White Cat — Горан Брегович                                                                                        |
| 2003 | Мяч                            | — |
| 2003 | Булавы                         | — |
| 2003 | Лента                          | I Wanna Be Like You — Big Bad Voodoo Daddy                                                                                   |

## Спортивные результаты
- 2012 — Художественная гимнастика на летних Олимпийских играх 2012, Лондон, Великобритания: индивидуальное многоборье — 1-е место. Олимпийская чемпионка.
- 2011 — Абсолютная чемпионка мира в многоборье, чемпионка мира в команде и в отдельных видах многоборья (Монпелье, Франция): 6 золотых медалей из 6-ти возможных.
- 2011 — Шэньчжэнь (Китай). Универсиада. Художественная гимнастика. Многоборье. Первое место.
- 2011 — Чемпионат Европы в Минске (Беларусь). Евгения Канаева завоевала три золота — в командном зачёте, в упражнениях с лентой и обручем.
- 2010 — Чемпионат мира в Москве (Россия). Евгения Канаева выиграла четыре золота — в многоборье, в командном первенстве, в упражнениях с мячом и обручем.
- 2010 — Чемпионат Европы в Бремене (Германия). 1-е место в многоборье.
- 2009 — Финал серии гран-при в Берлине. 1-е место в многоборье, и во всех отдельных видах программы: 5 золотых медалей из 5 возможных.
- 2009 — Пятикратная чемпионка Универсиады в Белграде.
- 2009 — Четырёхкратная чемпионка Всемирных игр на Тайване.
- 2009 — Абсолютная чемпионка мира в многоборье, чемпионка мира в команде и в отдельных видах многоборья (Япония): 6 золотых медалей из 6-ти возможных.
- 2009 — Чемпионка Европы в отдельных видах многоборья (Азербайджан).
- 2008 — Олимпийские игры, Пекин (Китай): индивидуальное многоборье — 1-е место.
- 2008 — Чемпионат Европы, Турин (Италия): индивидуальное многоборье — 1-е место.
- 2007 — Чемпионат мира, Патры (Греция): командное первенство — 1-е место.
- 2007 — Чемпионат Европы, Баку (Азербайджан): лента — 1-е место, командное первенство — 1-е место.

## Государственные награды
- Орден «За заслуги перед Отечеством» IV степени (13 августа 2012 года) — за большой вклад в развитие физической культуры и спорта, высокие спортивные достижения на Играх XXX Олимпиады 2012 года в городе Лондоне (Великобритания)[3].
- Орден Дружбы (2 августа 2009 года) — за большой вклад в развитие физической культуры и спорта, высокие спортивные достижения на Играх XXIX Олимпиады 2008 года в Пекине[4]
- Почетная грамота Президента Российской Федерации (9 января 2012) — за заслуги в развитии физической культуры и спорта, высокие спортивные достижения на XXVI Всемирной летней Универсиаде 2011 года в городе Шеньжене (Китай)[5].

## Общественное признание
- Лауреат национальной премии «Россиянин года» (2011 год)[6]

## Личная жизнь
В июне 2013 года вышла замуж за Игоря Мусатова, хоккеиста клуба «Авангард» (Омская область), который сделал предложение после окончания Олимпиады в Лондоне 2012 года, до этого пара встречалась 1 год. 19 марта 2014 года у супругов родился сын Владимир. В 2018 году пара развелась..